# 滕州体育中心体育馆
滕州體育中心體育館位於中国山東滕州，當地政府於2005年為協辦十一運會，動用4.2億元興建該體育館，並於2009年7月完工，對外開放。
滕州體育中心體育館总建筑面积為13966平方米，能容納5000名觀眾。同時，體育館能满足球、篮球、排球、羽毛球、手球等多项的比赛要求。在2009年9月9日至9月12日期間，它成為十一運會跆拳道項目的比賽場館。另外，體育館除用作進行運動賽事外，亦可用於大型文艺演出和群众集会时使用。
由於滕州鮮有規模之大，而且科技先進（場館利用自然光設計照明），故被稱為滕州的「鳥巢」。